# Елизабет Алида Хаанен
Елизабет Алида Хаанен (на нидерландски: Elisabeth Alida Haanen) е нидерландска жанрова художничка.

## Биография
Елизабет Алида Хаанен е родена на 7 август 1809 г. в Утрехт. Дъщеря на търговеца на произведения на изкуството, реставратор и жанров художник Каспарис Хаанен (1778 – 1849) и на Изабела Йоханна Зангстер (1777 – 1846). Тя е второ дете в семейството и най-голямата от четири дъщери и две момчета. Нейните братя и сестри също са оставили имената си в историята на изкуството: сестра ѝ Адриана Йохана Хаанен, художничка на цветя и натюрморти, брат ѝ – художникът пейзажист Георг Гилис Хаанен и брат ѝ –Ремигиус Адрианус Хаанен.
На 20 април 1837 г. в Утрехт тя се омъжва за художника Петрус Кийрс (1807 – 1875). От началото на тридесетте години на 19. век семейството живее в Амстердам. Брат ѝ Георг е неин учител. Елизабет Хаанен има две деца, син – художникът пейзажист Георг Лоуренс Киерс (1838 – 1916) и дъщеря, художничката на цветя и натюрморти Катарина Изабела Кийрс (1839 – 1930).
Елизабет Хаанен рисува жанрови картини, най-често в стила на художниците от 17 век Герард Доу и Габриел Метсу. Между 1832 и 1844 г. картините ѝ се показват на изложби в Амстердам и Хага. През 1838 г. е обявена за почетен член на Кралската академия по изобразителни изкуства в Амстердам (Koninklijke Academie van Beeldende Kunsten).
Аукционният каталог на д-р Ян Блеуланд от 1839 г. показва, че в негово лице Eлизабет Хаанен е намерила меценат.
Елизабет Алида Хаанен почива на 8 юни 1845 г. в Амстердам.
Нейни произведения се намират в музеите: Teylers Museum, музея на град Амстердам, в Rijksmuseum и в института Collectie Nederland.

## Творби
- Белене на ябълки в кухнята –масло върху дърво, 1834 г.
- Млада продавачка продава херинги и сливи – масло върху платно, 1840 г.
- Гълъбите – масло върху платно 1841 г.

- Белене на ябълки, 1834 г.
- „Гълъби“